# Antoine Valerio
 (août 2022).
Antoine Valerio, né le 11 décembre 1999 à Bordeaux en France, est un footballeur français. Il évolue actuellement au Rodez AF au poste de milieu de terrain.

## Biographie
Il évolue au poste de milieu de terrain à ses débuts en professionnel avec le Nîmes Olympique.

## Statistiques
| Saison                | Club                  | Championnat           | Championnat | Championnat | Coupe(s) nationale(s) | Coupe(s) nationale(s) | Total | Total |
| Saison                | Club                  | Division              | M.          | B.          | M.                    | B.                    | M.    | B.    |
| 2017-2018             | Stade bordelais       | National 2            | 3           | 0           | 0                     | 0                     | 3     | 0     |
| 2018-2019             | Stade bordelais       | National 2            | 29          | 2           | 0                     | 0                     | 29    | 2     |
| Sous-total            | Sous-total            | Sous-total            | 32          | 2           | 0                     | 0                     | 32    | 2     |
| 2019-2020             | Nîmes Olympique       | Ligue 1               | 5           | 0           | 4                     | 0                     | 9     | 0     |
| 2020-2021             | Nîmes Olympique       | Ligue 1               | 1           | 0           | 0                     | 0                     | 1     | 0     |
| 2021-2022             | Nîmes Olympique       | Ligue 2               | 23          | 0           | 2                     | 0                     | 25    | 0     |
| Sous-total            | Sous-total            | Sous-total            | 29          | 0           | 6                     | 0                     | 35    | 0     |
| 2022-2023             | Rodez AF              | Ligue 2               | 1           | 0           | 0                     | 0                     | 1     | 0     |
| Sous-total            | Sous-total            | Sous-total            | 1           | 0           | 0                     | 0                     | 1     | 0     |
| Total sur la carrière | Total sur la carrière | Total sur la carrière | 63          | 2           | 6                     | 0                     | 69    | 2     |